# نجوع السدادرة
قرية نجوع السدادرة هي إحدى القرى التابعة لمركز صدفا في محافظة أسيوط في جمهورية مصر العربية. حسب إحصاءات سنة 2006، بلغ إجمالي السكان في نجوع السدادرة 1483 نسمة، منهم 710 رجل و773 امرأة.